# Strophius levyi
Strophius levyi là một loài nhện trong họ Thomisidae.
Loài này thuộc chi Strophius. Strophius levyi được Ilka Maria Fernandes Soares miêu tả năm 1943.